# Olympische Winterspiele 1964/Teilnehmer (Liechtenstein)
| Gelbes Symbol für Goldmedaillen mit stilisierten Olympischen Ringen | Graues Symbol für Silbermedaillen mit stilisierten Olympischen Ringen | Braundes Symbol für Bronzemedaillen mit stilisierten Olympischen Ringen |
| ------------------------------------------------------------------- | --------------------------------------------------------------------- | ----------------------------------------------------------------------- |
| —                                                                   | —                                                                     | —                                                                       |

Liechtenstein nahm an den Olympischen Winterspielen 1964 in Innsbruck mit drei Rodlern und drei Alpin-Ski-Läufern teil.
Seit 1936 war es die fünfte Teilnahme Liechtensteins an Olympischen Winterspielen.

## Teilnehmer

### Rodeln
- Hans Negele
Einsitzer Männer: 27. Platz

- Magnus Schädler
Einsitzer Männer: 30. Platz

- Johann Schädler
Einsitzer Männer: Rennen nicht beendet

### Ski Alpin
- Josef Gassner
Abfahrt, Männer: 53. Platz
Riesenslalom, Männer: 47. Platz
Slalom, Männer: 32. Platz

- Hans-Walter Schädler
Abfahrt, Männer: 48. Platz
Riesenslalom, Männer: 40. Platz
Slalom, Männer: 36. Platz

- August Wolfinger
Abfahrt, Männer: 52. Platz
Riesenslalom, Männer: 46. Platz
Slalom, Männer: 47. Platz